# Луятське кладовище
45°51′26″ пн. ш. 1°15′38″ сх. д. / 45.8573° пн. ш. 1.26048° сх. д.
Луятське кладовище (фр. Louyat, Кладовище Луйат) — муніципальне кладовище Ліможа. Помилково представлений як одне з найбільших у Європі, це кладовище, тим не менш, є одним із найбільших у Франції. Відкритий у 1806 році, це головне кладовище муніципалітету Ліможа (у якому є ще два невеликих кладовища, Ландуж і Бон-ле-Мін).